# Chiesa di Santa Maria di Gesù (La Valletta)
La chiesa di Santa Maria di Gesù ed il convento dell'Ordine dei frati minori osservanti costituiscono un aggregato religioso ubicato in via San Giovanni, angolo via Sant'Orsola (Triq San Gwann - Triq Sant'Orsla) nella città di La Valletta.

## Culto

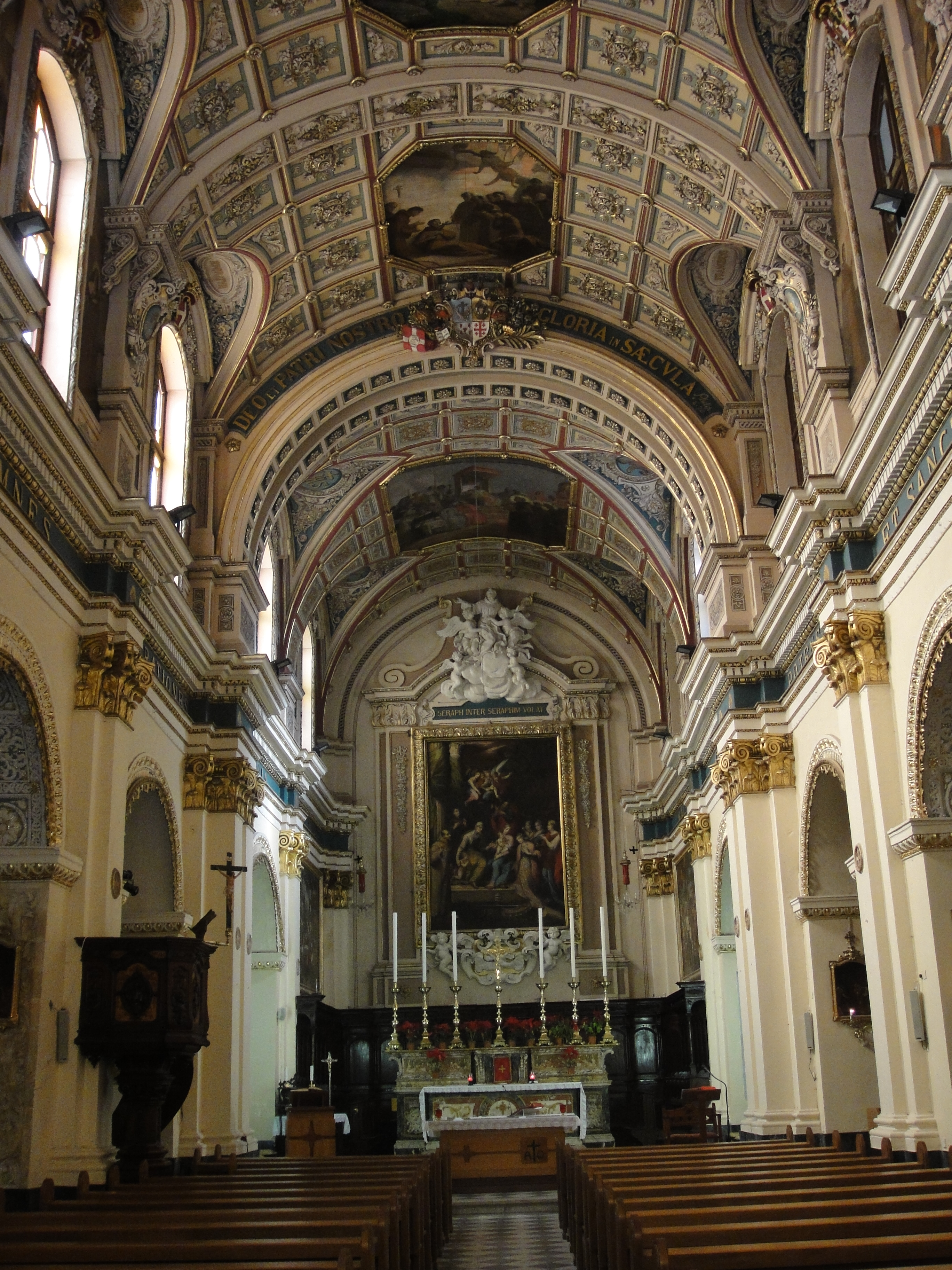
Presbiterio.

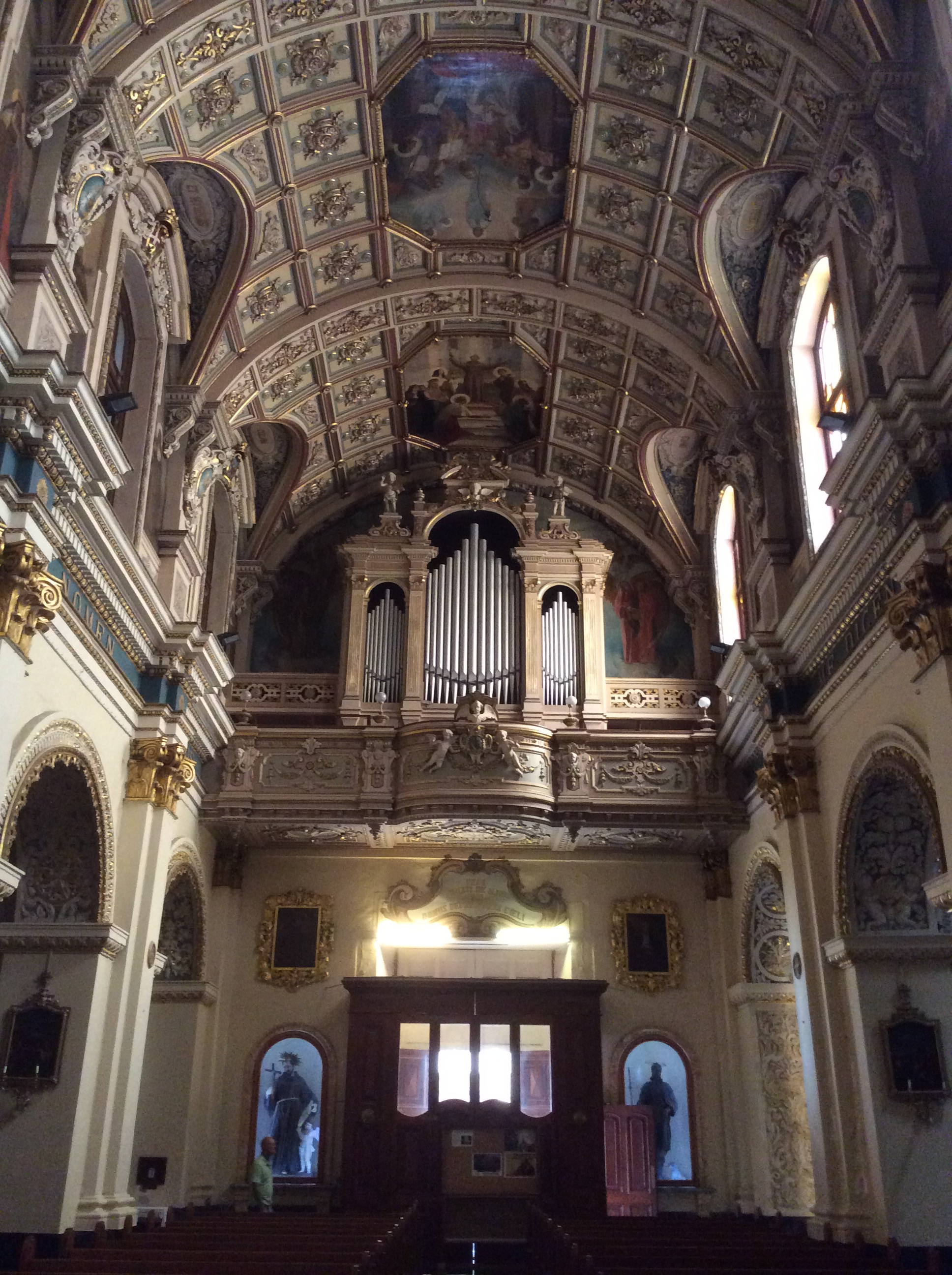
Controfacciata.

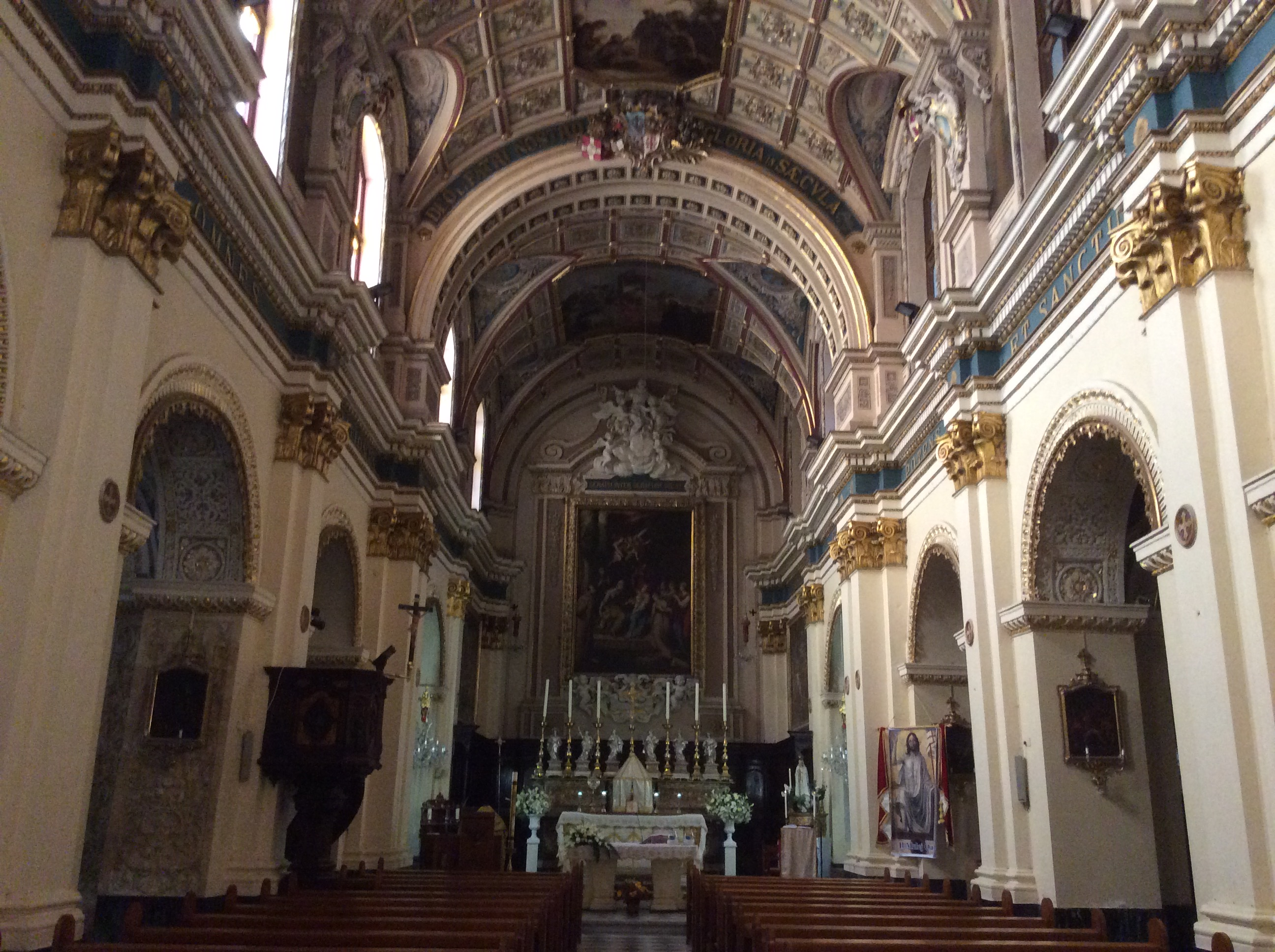
Navata.

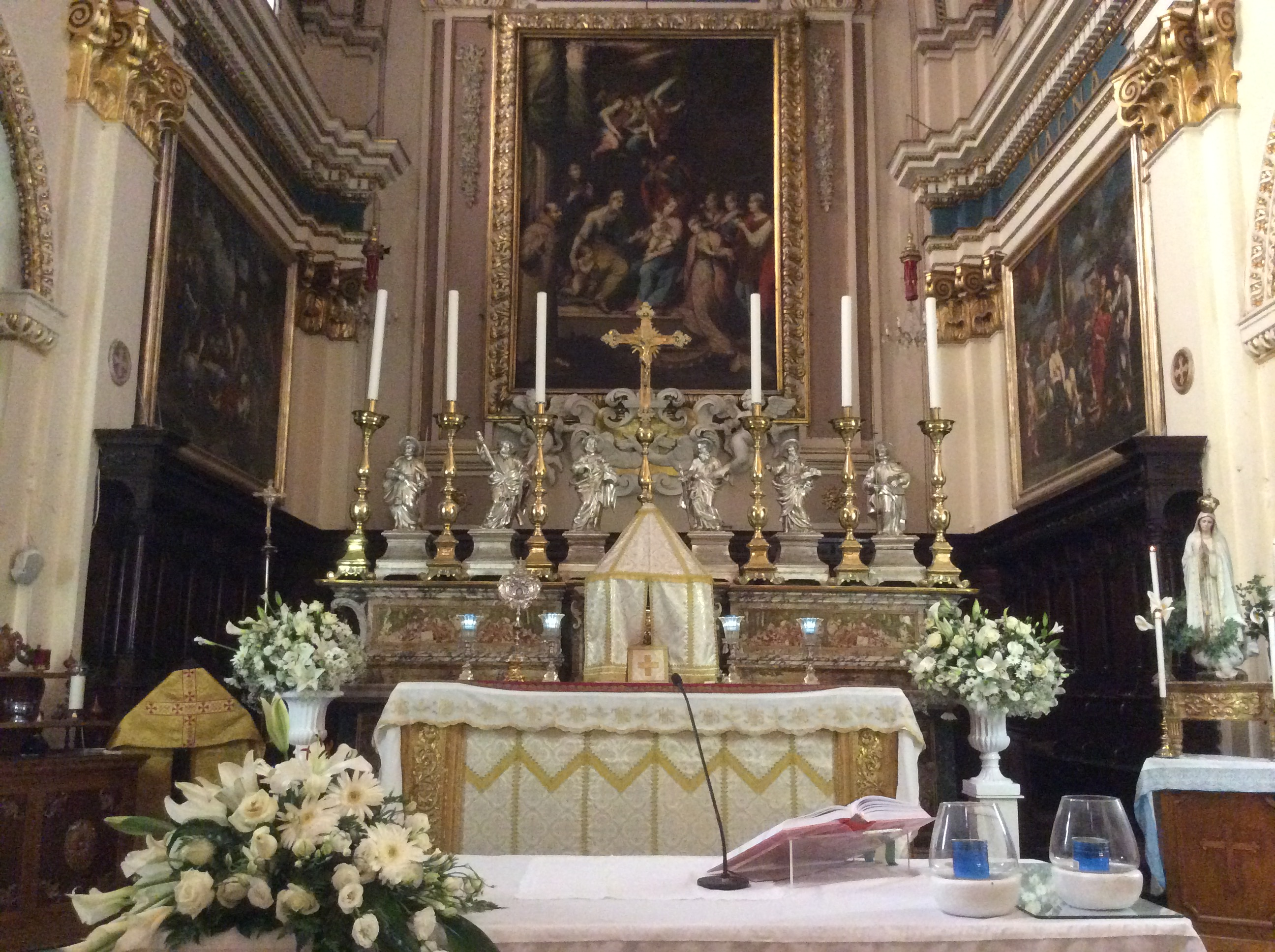
Altare maggiore.

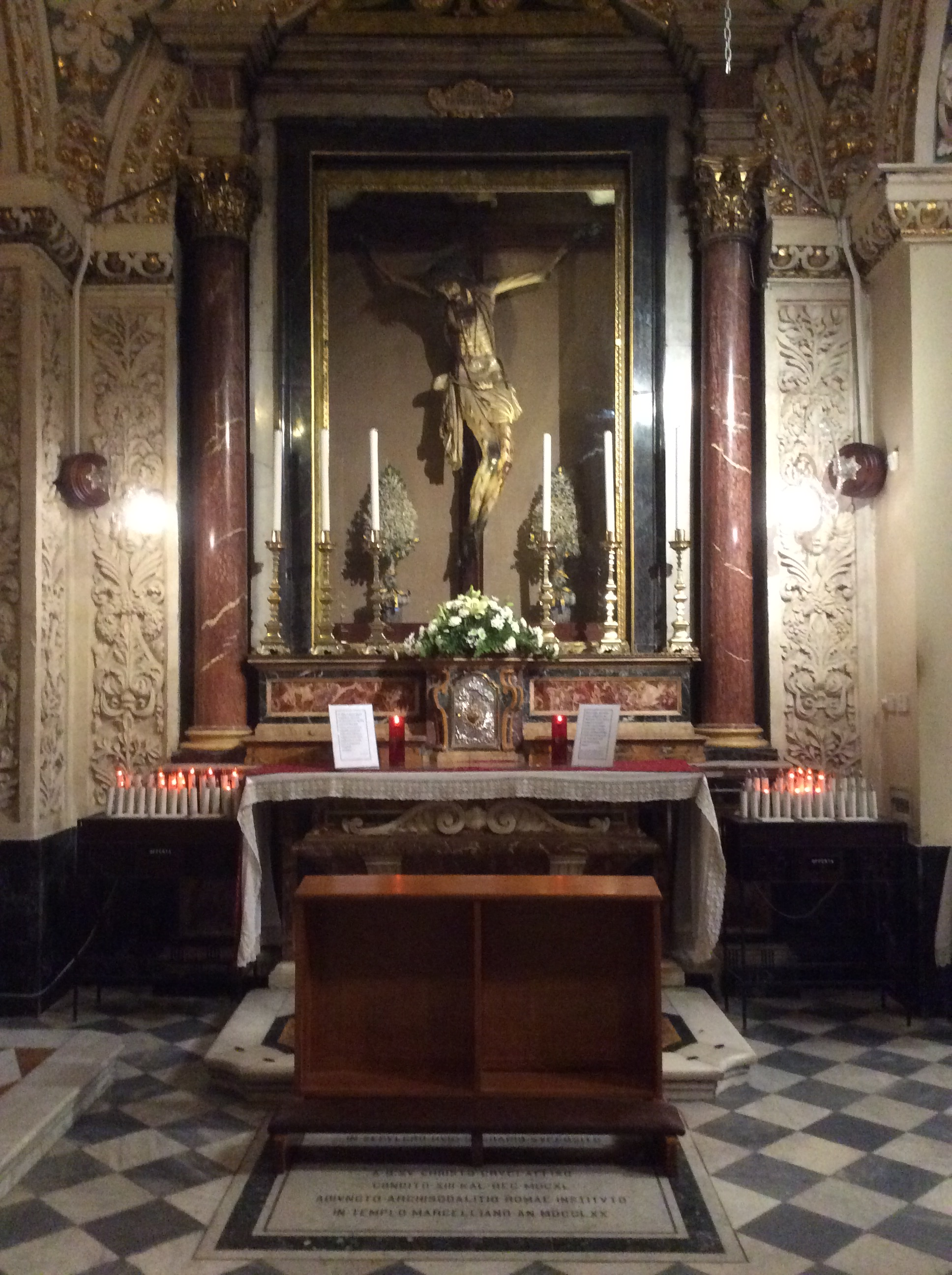
Crocefisso, Innocenzo da Petralia.

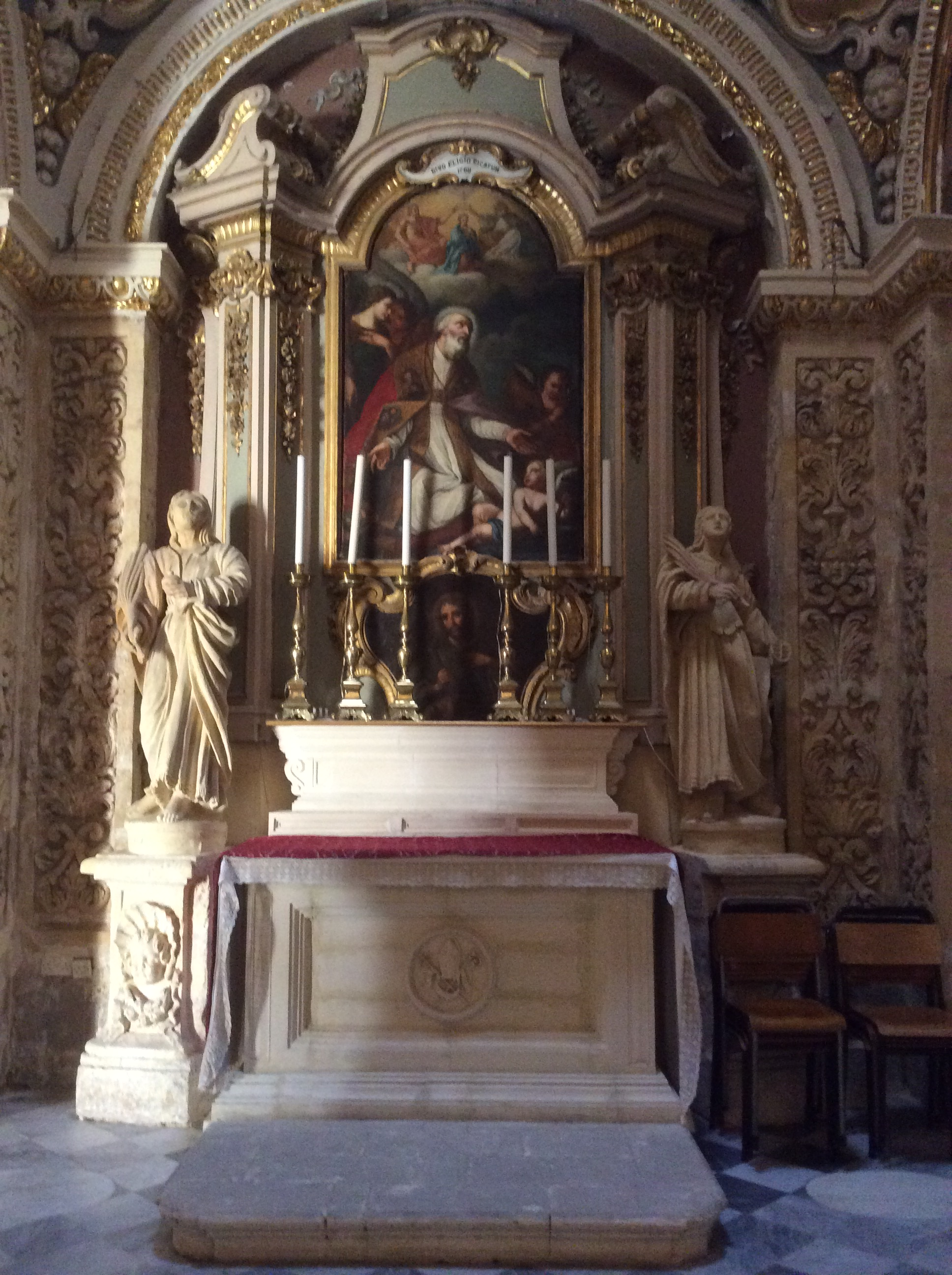
Cappella di Sant'Eligio.

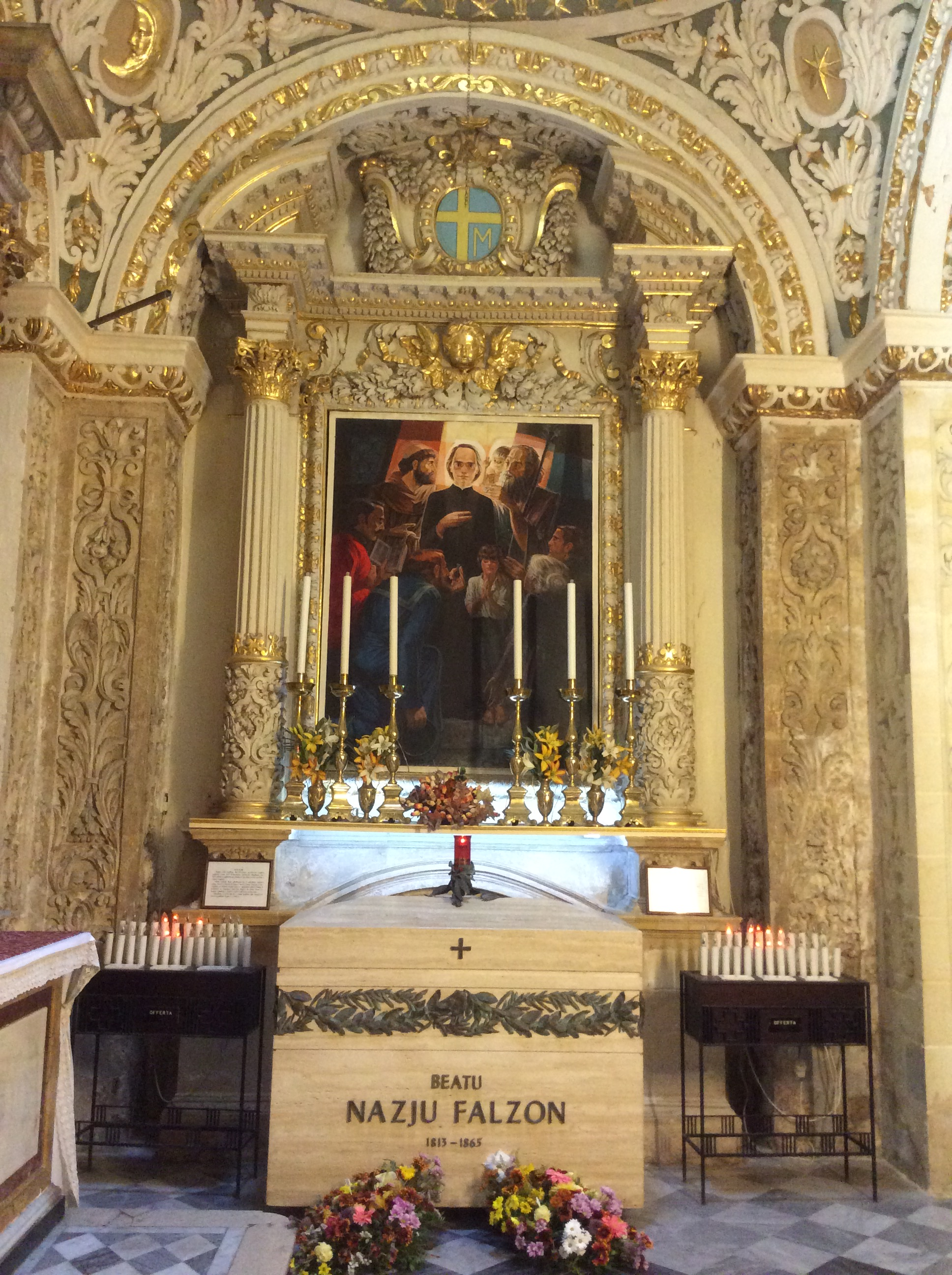
Cappella dei Martiri Giapponesi.

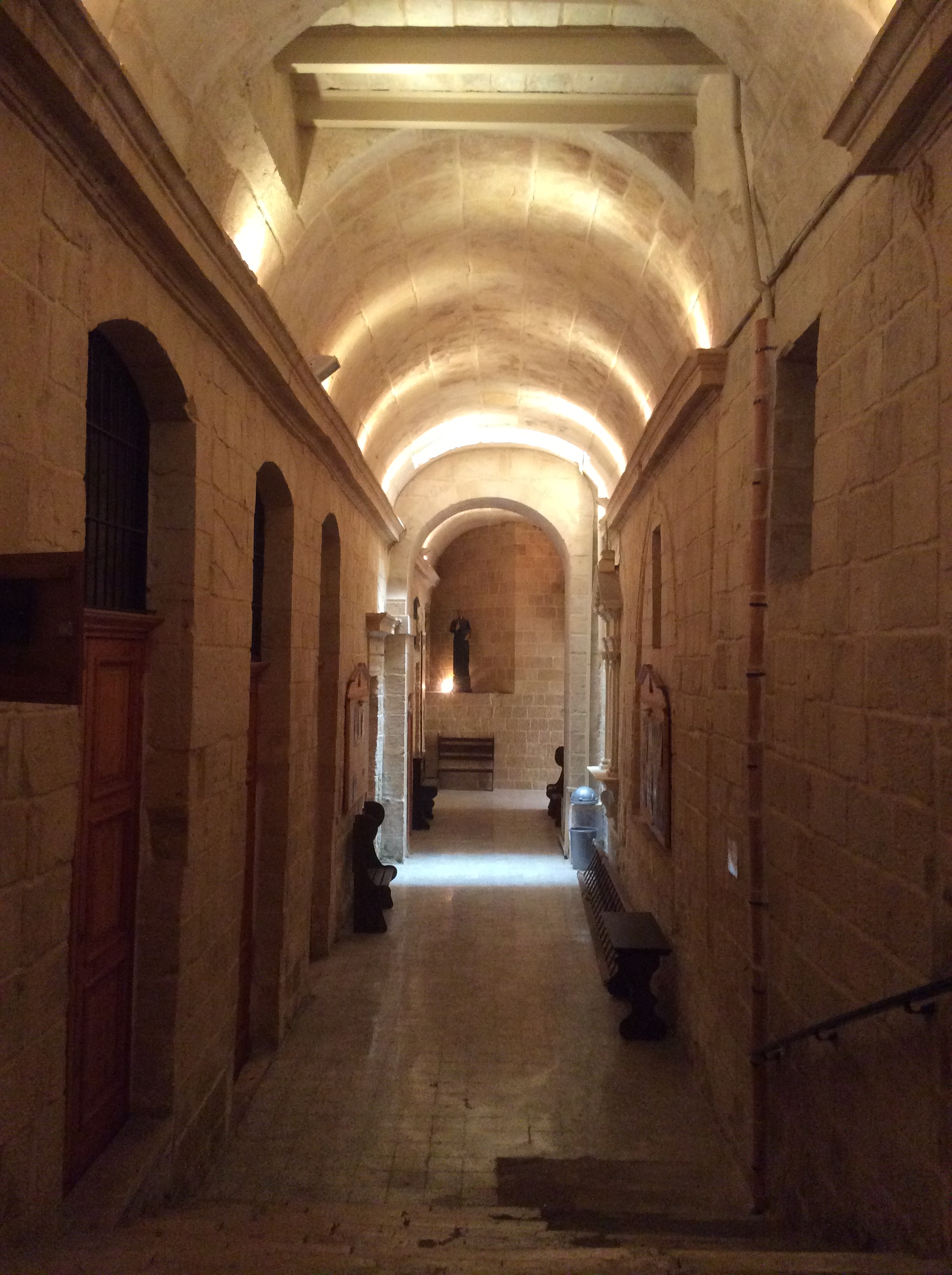
Recinto conventuale.

- Santa Maria di Gesù, Santa Marija ta' Ġesu'
- San Francesco d'Assisi, San Franġisk t'Assisi
- Sant'Orsola
- San Casto Martire[2]
- San Felice Martire[2]
- San Severino Martire[3]

Luogo di culto conosciuto dalla popolazione locale con il nome Ta' Ġieżu, una corruzione linguistica di Ta' Ġesù, derivata dal siciliano di Giesù o similare equivalente, corrispondente all'italiano di Gesù.

## Storia
Fra Matteo Guimerà, vescovo di Agrigento, discepolo di san Bernardino da Siena, guidò il movimento dell'osservanza francescana. Divulgò la riforma osservante in Sicilia, da qui raggiunse l'arcipelago maltese verso la fine del XIV secolo.

### Provincia francescana siciliana

#### Epoca aragonese
I francescani maltesi della famiglia dell'osservanza appartenevano alla «Provincia del Val di Noto», istituzione che copriva l'area sud - orientale della Sicilia.
- 1370 ant., Primo convento francescano conventuale a Rabat della Città Notabile o Mdina. Un documento di Federico III d'Aragona menziona il convento di San Francesco di Rabat, con il quale si nominava il rettore dell'Ospedale ad esso aggregato. Dal 1624 il convento fu ricostruito in varie epoche. L'architetto Lorenzo Gafà riedifica la primitiva chiesa di San Francesco.

#### Epoca spagnola
- (1571 - 1575),[1] Secondo convento maltese nella città di La Valletta. Il Gran Maestro Pietro del Monte[1] donò il terreno per costruire la loro seconda chiesa e convento. La chiesa fu nuovamente dedicata a Santa Maria di Gesù, architettura rinascimentale e barocca, creata da Girolamo Cassar.[1]

La copertura della costruzione realizzata nel 1595 - 1601 fu patrocinata dal Gran Maestro Martin Garzez, l'altare maggiore edificato nel 1622 per opera di Luis Mendez de Vasconcellos. La facciata fu sostituita nel 1688 da Mederico Blondel (Maria Blunde). Numerosi grandi maestri contribuirono generosamente all'abbellimento della chiesa commissionando varie opere d'arte.

### Provincia francescana maltese
- 1790. Prima dichiarazione e definizione di «Custodia Francescana Maltese».
- 1818. Con l'autonomia i francescani maltesi divennero "Custodia Francesca Maltese" rispetto alla casa madre ""Provincia Francescana Siciliana" della Val di Noto.[4]

#### Epoca britannica
- 1838 26 luglio, I rappresentanti inglesi sollecitarono la separazione dalla Provincia Francescana Siciliana.

#### Epoca contemporanea
Unificazione all'Ordine dei frati minori nel 1897, artefice la figura del francescano maltese fra Anton Maria Cesal OFM.
Il 12 aprile 1914 la "Custodia Francescana Maltese" sotto il titolo di «San Giovanni Battista» divenne "Provincia Francescana Maltese" indipendente nell'Ordine, con il titolo di «San Paolo Apostolo». La nuova istituzione risponde esclusivamente alla sede centrale dell'Ordine di Roma.
L'edificio è elencato nell'Inventario Nazionale dei Beni Culturali delle Isole Maltesi.

## Interno
Impianto a tre navate ripartite da pilastri con cappelle laterali e 13 altari. Rilevante apparato decorativo in stucco patrocinato dai Gran Maestri Nicolas Cotoner e Gregorio Carafa.

### Controfacciata
- Parete destra: Cappella del Santissimo Crocifisso. L'edicola dell'altare compresa tra colonne custodisce il Crocifisso[3][5] ligneo del 1630, opera di Innocenzo da Petralia (in maltese: Il-Kurċifiss Mirakuluż). Opera oggetto di grande devozione e sentita venerazione da parte delle popolazioni maltesi. 
  - Nicchia lignea destra: statua raffigurante San Francesco d'Assisi.
  - Nicchia lignea sinistra: statua raffigurante San Rocco.
- Parete sinistra: Cappella dell'Immacolata Concezione. Nicchia con statua raffigurante l'Immacolata Concezione.

### Navata destra
- Prima campata: Cappella della Pietà. Nell'edicola è custodito il dipinto raffigurante Nostra Signora dei Dolori, opera di Stefano Erardi.[3]
- Seconda campata: Cappella di Sant'Antonio di Padova. Nicchia con statua raffigurante Sant'Antonio di Padova.
- Terza campata: Cappella di San Pietro d'Alcantara. Nell'edicola dell'altare è custodito il dipinto raffigurante San Pietro d'Alcantara.
- Quarta campata: Cappella di Santa Filomena. Vergine e Santa Filomena, dipinto, opera di Antonio Falzon del 1849.[3]
  - Nicchia lignea angolare contenente la statua raffigurante San Giuseppe.
- Campata presbiteriale: Cappella di Sant'Orsola. Fra colonne tortili scanalate campeggia il dipinto Sant'Orsola raffigurata con San Carlo Borromeo e San Diego d'Alcalá.[3]

### Navata sinistra
- Prima campata: Cappella dei Martiri Giapponesi. Nell'edicola il dipinto raffigurante i Martiri giapponesi, opera di S. Barbara.[3] Tomba del beato Ignazio Falzon adiacente alla Cappella dell'Immacolata Concezione.
- Seconda campata: Cappella di Sant'Eligio. Sulla sopraelevazione delimitata da plinti sfalsati arricchiti da statue, è custodito il dipinto raffigurante il Divo Sant'Eligio, ambiente realizzato nel 1769.
- Terza campata: Cappella della Madonna delle Grazie. L'edicola delimitata da colonne custodisce il dipinto raffigurante la Madonna delle Grazie ritratta tra sante, opera di Salvatore Micallef del XIX secolo.[3]
  - Pulpito ligneo addossato al pilastro.
- Quarta campata: Cappella di San Paolo e Trofimo. Nell'edicola delimitata da lesene è custodito il dipinto raffigurante San Trofimo infermo visitato da San Paolo, opera attribuita a Pietro Novelli.[3]
  - Nicchia lignea angolare con statua raffigurante l'Immacolata Concezione.
- Campata presbiteriale: Cappella di San Francesco d'Assisi. Nell'edicola delimitata da coppie di colonne tortili scanalate è custodito il dipinto raffigurante l'Estasi di San Francesco, opera di Salvatore Micallef del XIX secolo.[3]

### Altare maggiore
Volte del coro, presbiterio, e i pilastri dell'arco trionfale del 1832, sono opere di Falson. Quadroni sovrastano gli scranni del coro.
Sulla sopraelevazione campeggia un grande dipinto di Antonio Catalano.

## Opere documentate
- 1504, Madonna con bambino, statua in alabastro, opera di Antonello Gagini, scolpita durante la permanenza dello scultore a Messina;[6]
- 1600, Sacra Conversazione, dipinto, opera di Antonio Catalano.[3]
- 1861, Sant'Anna e la Vergine, dipinto, opera di A. Falson.[3]

Altre opere:
- Vergine, statua.
- Natività, dipinto.
- Fuga in Egitto, dipinto.
- Santa Teresa d'Avila, dipinto.

## Confraternita
- Confraternita del Santissimo Crocifisso, sodalizio attestato dal 20 novembre 1640. Aggregata all'Arciconfraternita del Santissimo Crocifisso della chiesa di San Marcello di Roma a partire dal 1710.[2]
- Congregazione dei Dolori di Maria Vergine del 1765 e aggregata con la Congregazione del Cuore di Maria della chiesa di Sant'Eustachio di Roma a partire dal 1833.[2]
- Congregazione della Beata Vergine delle Grazie[2]
- Congregazione del Terz'Ordine di San Francesco[3]
- Congregazione di Sant'Eligio de' Ferrari[3]

## Oratorio
Oratorio del Santissimo Crocifisso del 1672 e riedificato nel 1698. Ambiente ubicato dietro alla sacrestia.

## Convento
- Contributi del Gran Maestro António Manoel de Vilhena. Ingrandimento e perfezionamento nel 1810.[2]
- 11 febbraio 1823: Tragedia di Carnevale del 1823.

## Feste religiose
- Riti della Settimana Santa.

## Galleria d'immagini
|            |                    |                    |         |          |
| S. Antonio | Madonna dei Dolori | Controfacciata sx. | Stucchi | Convento |